# Hummonselkä
Hummonselkä är en del av sjön Puruvesi i Finland. Den ligger i Kides kommun i Norra Karelen i den sydöstra delen av landet, 300 km nordost om huvudstaden Helsingfors. Hummonselkä ligger 64 meter över havet.